# Javier Benítez Pomares
Javier Benítez Pomares (Canals, Valencia, España; 3 de enero de 1979) es un ciclista español.

## Trayectoria
Debutó como profesional en 2005 con el equipo Relax-GAM y que ha logrado la mayoría de sus éxitos en etapas al sprint de las carreras continentales portuguesas. A partir de 2009 fichó por el equipo profesional español Contentpolis-AMPO. Después de pasar un año en elites y sub-23 con el equipo Asfaltos Guerola-Valencia Terra i Mar debido a la crisis mundial, este año 2011 vuelve a la UCI estando en las filas del equipo KTM-Murcia, siendo la baza para las etapas al esprint.

## Palmarés
2003 (como amateur)
- 1 etapa de la Vuelta a Extremadura
- 1 etapa de la Vuelta a la Comunidad de Madrid

2004 (como amateur)
- 1 etapa de la Vuelta a León

2006
- 3 etapas de la Vuelta a Extremadura
- 2 etapas del GP Correios de Portugal
- 1 etapa del Trofeo Joaquim Agostinho

2007
- 2 etapas de la Vuelta al Distrito de Santarém
- 3 etapas de la Vuelta al Alentejo
- 3 etapas del Trofeo Joaquim Agostinho

2008
- GP Crédito Agrícola, más 1 etapa
- 3 etapas de la Vuelta a Chihuahua

2009
- 3 etapas de la Vuelta a Chihuahua

## Resultados en Grandes Vueltas
| Carrera | Carrera         | 2005 | 2006 | 2007 | 2008 | 2009  |
| ------- | --------------- | ---- | ---- | ---- | ---- | ----- |
|         | Giro de Italia  | —    | —    | —    | —    | —     |
|         | Tour de Francia | —    | —    | —    | —    | —     |
|         | Vuelta a España | —    | —    | —    | —    | 116.º |

—: no participa

Ab.: abandono

## Equipos
- Relax-GAM (2005)
- Grupo Nicolás Mateos (2006)
- Benfica (2007-2008)
- Contentpolis-AMPO (2009)
- KTM-Murcia (2011)